# 동트라키아

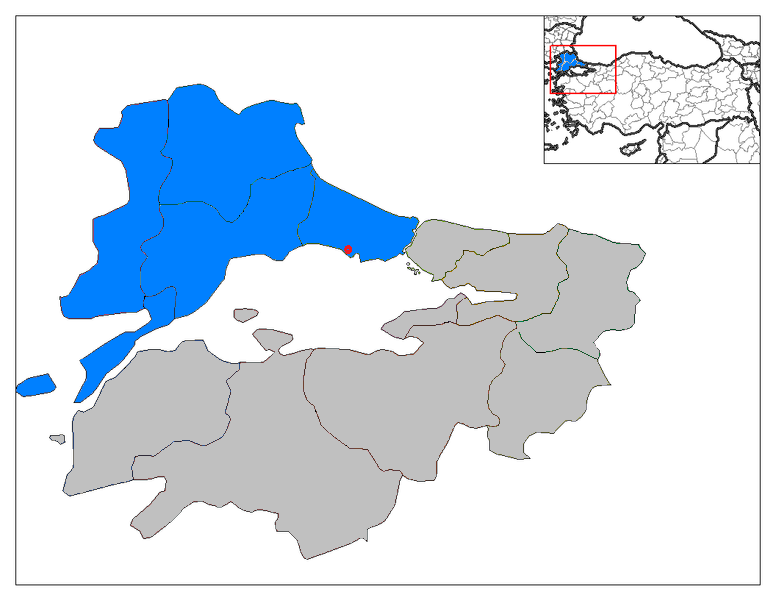
동트라키아

동트라키아 또는 튀르키예령 트라키아(튀르키예어: Doğu Trakya, 불가리아어: Източна Тракия, 그리스어: Ανατολική Θράκη)는 트라키아의 동부 지방으로, 현대 튀르키예 공화국의 유럽 영토를 이른다. 이 지방은 유럽 튀르키예로 부르기도 한다. 동트라키아에는 예로부터 중심지였던 이스탄불을 비롯하여 에디르네(이 도시는 오스만 제국 시대에 트라키아 전체 지방의 도읍이었다), 테키르다, 초를루, 륄레부르가즈, 키르클라렐리 등의 도시가 있다.

## 같이 보기
- 튀르키예의 지리
- 북트라키아
- 서트라키아